# Ланча 140
Ланча 140 или Ланча Диалфа 140 е италиански тролейбус, произвеждан от Ланча.

## История
Тролейбусът е второрото подобно возило, произвеждано от „Ланча“, след първият тролейбус на компанията Ланча Есатау В11. Този модел тролейбуси е първият вид двуетажни тролейбуси. Моделът е произвеждан от 1966 – 1968. 50 броя двуетажни и 25 броя едноетажни тролейбуси са доставени за португалската столица Порто. Един от тези тролейбуси е запазен в Тролейбусен музей Сандтофт. Прозвището на водилата е било „italianos“ (италианците).

## Технически характеристики
- Двигател: 110 kW CGE
- Каросерия:Dalfa H43/25D [3]